# Marco Pavignani
Marco Pavignani (Sasso Marconi, 10 aprile 1936 – Bologna, 19 marzo 2015) è stato un imprenditore italiano, presidente del Bologna Calcio dal 2 febbraio 2011 al 7 aprile 2011.

## Notizie biografiche
Imprenditore bolognese, è originario di Pontecchio, frazione di Sasso Marconi, dove ha sempre vissuto.

Dal 1978 è titolare della "Plastica Marconi srl", azienda con sede a Pontecchio Marconi specializzata nella produzione e commercializzazione di shoppers, sacchi in plastica, prodotti per imballaggio e per la casa.

L'azienda è uno dei principali fornitori della grande distribuzione.

## Esperienze calcistiche
Tifoso calcisticamente del Bologna Calcio, Marco Pavignani fu socio di minoranza negli anni 1993-1995, sotto la presidenza di Giuseppe Gazzoni Frascara, nella compagine che rifondò la squadra dopo il fallimento del 1993. Questa esperienza si concluse nel 1995 quando Gazzoni Frascara si candidò a sindaco di Bologna.
Nel dicembre 2010, contattato da Giovanni Consorte per tentare di salvare la società calcistica, sull'orlo del fallimento dopo la sciagurata gestione Porcedda, accettava di entrare come socio di minoranza, versando 800.000 euro nella cordata imprenditoriale che stava dando vita al progetto Bologna 2010. Completato l'acquisto del Bologna Calcio, ne assumeva la carica di vicepresidente.
Il 21 gennaio 2011, in seguito alle improvvise dimissioni del presidente Massimo Zanetti, veniva indicato all'unanimità dai soci come designato alla presidenza. Assumeva ufficialmente la carica il 2 febbraio 2011.
Nel progetto societario Pavignani doveva essere presidente pro tempore, in attesa che la nuova compagine sociale, effettuate le ricapitalizzazioni societarie, esprimesse un presidente in grado di dare continuità alla gestione. Coerentemente con questo progetto il 7 aprile 2011 rassegnava le dimissioni e al suo posto il C.d'A. della società eleggeva Albano Guaraldi.
È morto a Bologna il 19 marzo 2015 all'età di 78 anni.